# Voetbalelftal van Trinidad en Tobago (mannen)
Het voetbalelftal van Trinidad en Tobago is een team van voetballers dat Trinidad en Tobago vertegenwoordigt bij internationale wedstrijden zoals de (kwalificatie)wedstrijden voor het WK, de Caribbean Cup, en de CONCACAF Gold Cup.
De Trinidad and Tobago Football Federation werd in 1908 opgericht en is aangesloten bij de Caraïbische Voetbalunie (CFU), de CONCACAF en de FIFA (sinds 1964). Het voetbalelftal van Trinidad en Tobago behaalde in juni 2001 met de 25e plaats de hoogste positie op de FIFA-wereldranglijst, in oktober 2010 werd met de 106e plaats de laagste positie bereikt.

## Deelname aan internationale toernooien

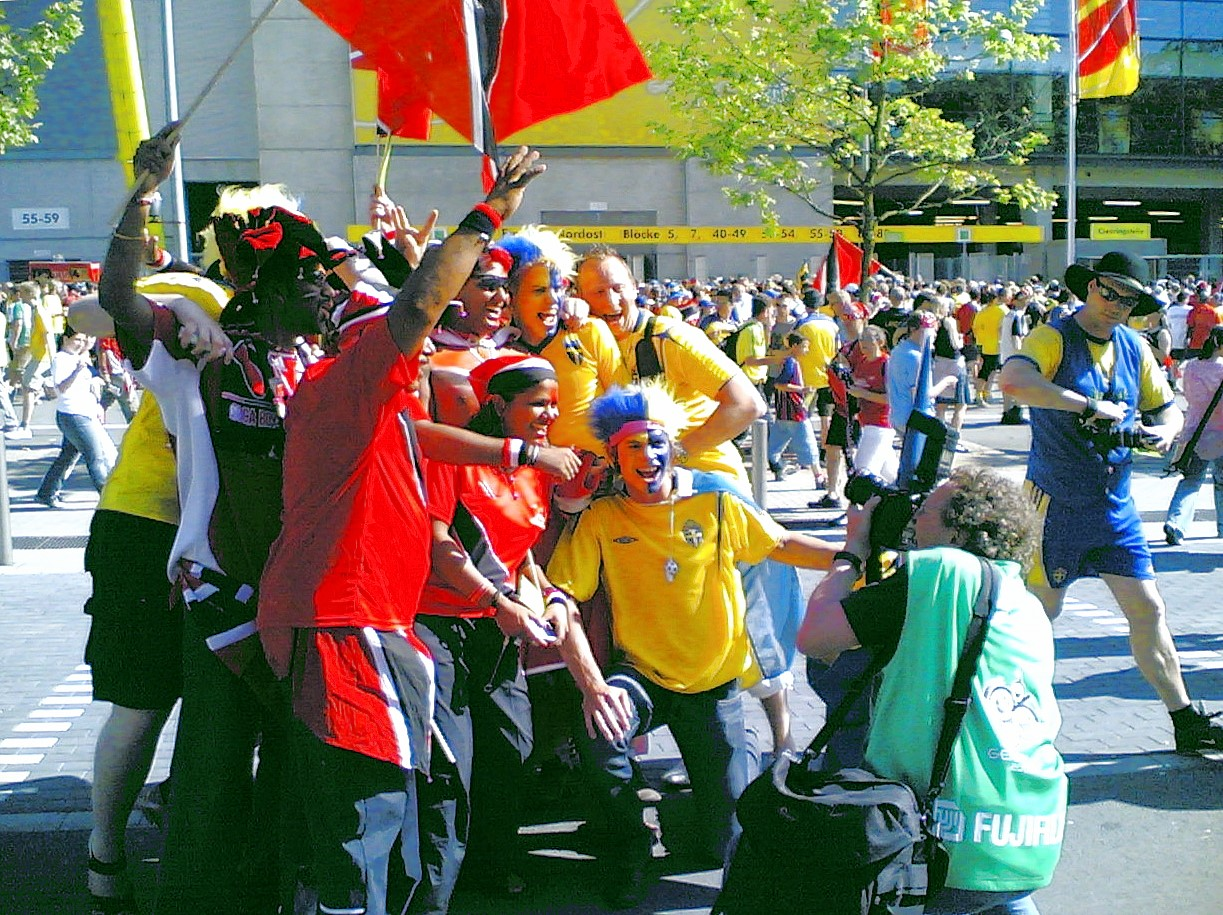
Fans (WK 2006)

### Wereldkampioenschap
Vanaf 7 februari 1965 doet Trinidad en Tobago mee aan kwalificatiewedstrijden voor het Wereldkampioenschap voetbal. Zij werden derde in een poule met Suriname en Costa Rica. De eerste wedstrijd werd nog gewonnen met 4–1 maar daarna werden alle wedstrijden verloren.
In 2006 weet Trinidad en Tobago zich voor het eerst te plaatsen voor een eindtoernooi. Dit gebeurde nadat ze in de Intercontinentale play-off tegen Bahrein moesten spelen. Thuis, in Port of Spain werd met 1–1 gelijk gespeeld. De uitwedstrijd in Manamah werd met 1–0 gewonnen. Dennis Lawrence maakte de winnende goal in de 49e minuut. Op het hoofdtoernooi in Duitsland kwam Trinidad en Tobago in een poule terecht met Engeland (0–2), Zweden (0–0) en Paraguay (0–2). Zij wisten zich niet te plaatsen voor de volgende ronde.
| Wereldkampioenschap voetbal overzicht | Wereldkampioenschap voetbal overzicht | Wereldkampioenschap voetbal overzicht | Wereldkampioenschap voetbal overzicht | Wereldkampioenschap voetbal overzicht | Wereldkampioenschap voetbal overzicht | Wereldkampioenschap voetbal overzicht | Wereldkampioenschap voetbal overzicht | Wereldkampioenschap voetbal overzicht |
| Jaar                                  | Ronde                                 | Wed.                                  | W                                     | G                                     | V                                     | DV                                    | DT                                    | Kwal                                  |
| ------------------------------------- | ------------------------------------- | ------------------------------------- | ------------------------------------- | ------------------------------------- | ------------------------------------- | ------------------------------------- | ------------------------------------- | ------------------------------------- |
| 1966                                  | Niet gekwalificeerd                   | Niet gekwalificeerd                   | Niet gekwalificeerd                   | Niet gekwalificeerd                   | Niet gekwalificeerd                   | Niet gekwalificeerd                   | Niet gekwalificeerd                   | Niet gekwalificeerd                   |
| 1970                                  | Niet gekwalificeerd                   | Niet gekwalificeerd                   | Niet gekwalificeerd                   | Niet gekwalificeerd                   | Niet gekwalificeerd                   | Niet gekwalificeerd                   | Niet gekwalificeerd                   | Niet gekwalificeerd                   |
| 1974                                  | Niet gekwalificeerd                   | Niet gekwalificeerd                   | Niet gekwalificeerd                   | Niet gekwalificeerd                   | Niet gekwalificeerd                   | Niet gekwalificeerd                   | Niet gekwalificeerd                   | Niet gekwalificeerd                   |
| 1978                                  | Niet gekwalificeerd                   | Niet gekwalificeerd                   | Niet gekwalificeerd                   | Niet gekwalificeerd                   | Niet gekwalificeerd                   | Niet gekwalificeerd                   | Niet gekwalificeerd                   | Niet gekwalificeerd                   |
| 1982                                  | Niet gekwalificeerd                   | Niet gekwalificeerd                   | Niet gekwalificeerd                   | Niet gekwalificeerd                   | Niet gekwalificeerd                   | Niet gekwalificeerd                   | Niet gekwalificeerd                   | Niet gekwalificeerd                   |
| 1986                                  | Niet gekwalificeerd                   | Niet gekwalificeerd                   | Niet gekwalificeerd                   | Niet gekwalificeerd                   | Niet gekwalificeerd                   | Niet gekwalificeerd                   | Niet gekwalificeerd                   | Niet gekwalificeerd                   |
| 1990                                  | Niet gekwalificeerd                   | Niet gekwalificeerd                   | Niet gekwalificeerd                   | Niet gekwalificeerd                   | Niet gekwalificeerd                   | Niet gekwalificeerd                   | Niet gekwalificeerd                   | Niet gekwalificeerd                   |
| 1994                                  | Niet gekwalificeerd                   | Niet gekwalificeerd                   | Niet gekwalificeerd                   | Niet gekwalificeerd                   | Niet gekwalificeerd                   | Niet gekwalificeerd                   | Niet gekwalificeerd                   | Niet gekwalificeerd                   |
| 1998                                  | Niet gekwalificeerd                   | Niet gekwalificeerd                   | Niet gekwalificeerd                   | Niet gekwalificeerd                   | Niet gekwalificeerd                   | Niet gekwalificeerd                   | Niet gekwalificeerd                   | Niet gekwalificeerd                   |
| 2002                                  | Niet gekwalificeerd                   | Niet gekwalificeerd                   | Niet gekwalificeerd                   | Niet gekwalificeerd                   | Niet gekwalificeerd                   | Niet gekwalificeerd                   | Niet gekwalificeerd                   | Niet gekwalificeerd                   |
| 2006                                  | Groepsfase                            | 3                                     | 0                                     | 1                                     | 2                                     | 0                                     | 4                                     | (kwal.)                               |
| 2010                                  | Niet gekwalificeerd                   | Niet gekwalificeerd                   | Niet gekwalificeerd                   | Niet gekwalificeerd                   | Niet gekwalificeerd                   | Niet gekwalificeerd                   | Niet gekwalificeerd                   | Niet gekwalificeerd                   |
| 2014                                  | Niet gekwalificeerd                   | Niet gekwalificeerd                   | Niet gekwalificeerd                   | Niet gekwalificeerd                   | Niet gekwalificeerd                   | Niet gekwalificeerd                   | Niet gekwalificeerd                   | Niet gekwalificeerd                   |
| 2018                                  | Niet gekwalificeerd                   | Niet gekwalificeerd                   | Niet gekwalificeerd                   | Niet gekwalificeerd                   | Niet gekwalificeerd                   | Niet gekwalificeerd                   | Niet gekwalificeerd                   | Niet gekwalificeerd                   |
| 2022                                  | Niet gekwalificeerd                   | Niet gekwalificeerd                   | Niet gekwalificeerd                   | Niet gekwalificeerd                   | Niet gekwalificeerd                   | Niet gekwalificeerd                   | Niet gekwalificeerd                   | Niet gekwalificeerd                   |
| 2026                                  | kwalificatie                          | kwalificatie                          | kwalificatie                          | kwalificatie                          | kwalificatie                          | kwalificatie                          | kwalificatie                          | kwalificatie                          |

### CONCACAF Gold Cup
Het beste resultaat in de Gold Cup was op het toernooi van 2000. In de groepsfase werd gewonnen van Guatemala (4–2) waardoor Trinidad de kwartfinale wist te bereiken. In de kwartfinale werd gewonnen van Costa Rica 2–1. In de halve finale werd echter verloren van de latere kampioen Canada.
| CONCACAF-kampioenschap overzicht | CONCACAF-kampioenschap overzicht | CONCACAF-kampioenschap overzicht | CONCACAF-kampioenschap overzicht | CONCACAF-kampioenschap overzicht | CONCACAF-kampioenschap overzicht | CONCACAF-kampioenschap overzicht | CONCACAF-kampioenschap overzicht | CONCACAF-kampioenschap overzicht |
| Jaar                             | Ronde                            | Wed.                             | W                                | G                                | V                                | DV                               | DT                               | Kwal                             |
| -------------------------------- | -------------------------------- | -------------------------------- | -------------------------------- | -------------------------------- | -------------------------------- | -------------------------------- | -------------------------------- | -------------------------------- |
| 1967                             | Vierde                           | 5                                | 2                                | 0                                | 3                                | 6                                | 10                               | (kwal.)                          |
| 1969                             | Vijfde                           | 5                                | 1                                | 1                                | 3                                | 4                                | 12                               | (kwal.)                          |
| 1971                             | Vijfde                           | 5                                | 1                                | 2                                | 2                                | 6                                | 12                               |                                  |
| 1973                             | Tweede                           | 5                                | 3                                | 0                                | 2                                | 11                               | 4                                | (kwal.)                          |
| 1977                             | Niet gekwalificeerd              | Niet gekwalificeerd              | Niet gekwalificeerd              | Niet gekwalificeerd              | Niet gekwalificeerd              | Niet gekwalificeerd              | Niet gekwalificeerd              | Niet gekwalificeerd              |
| 1981                             | Niet gekwalificeerd              | Niet gekwalificeerd              | Niet gekwalificeerd              | Niet gekwalificeerd              | Niet gekwalificeerd              | Niet gekwalificeerd              | Niet gekwalificeerd              | Niet gekwalificeerd              |
| 1985                             | Niet gekwalificeerd              | Niet gekwalificeerd              | Niet gekwalificeerd              | Niet gekwalificeerd              | Niet gekwalificeerd              | Niet gekwalificeerd              | Niet gekwalificeerd              | Niet gekwalificeerd              |
| 1989                             | Derde                            | 8                                | 3                                | 3                                | 2                                | 7                                | 5                                | (Kwal.)                          |
| CONCACAF Gold Cup overzicht      |                                  |                                  |                                  |                                  |                                  |                                  |                                  |                                  |
| Jaar                             | Ronde                            | Wed.                             | W                                | G                                | V                                | DV                               | DT                               | Kwal                             |
| 1991                             | Groepsfase                       | 3                                | 1                                | 0                                | 2                                | 3                                | 4                                | (kwal.)                          |
| 1993                             | Niet gekwalificeerd              | Niet gekwalificeerd              | Niet gekwalificeerd              | Niet gekwalificeerd              | Niet gekwalificeerd              | Niet gekwalificeerd              | Niet gekwalificeerd              | Niet gekwalificeerd              |
| 1996                             | Groepsfase                       | 2                                | 0                                | 0                                | 2                                | 4                                | 6                                | (kwal.)                          |
| 1998                             | Groepsfase                       | 2                                | 1                                | 0                                | 1                                | 5                                | 5                                | (kwal.)                          |
| 2000                             | Halve finale                     | 4                                | 2                                | 0                                | 2                                | 6                                | 8                                | (Kwal.)                          |
| 2002                             | Groepsfase                       | 2                                | 0                                | 1                                | 1                                | 1                                | 2                                | (kwal.)                          |
| 2003                             | Niet gekwalificeerd              | Niet gekwalificeerd              | Niet gekwalificeerd              | Niet gekwalificeerd              | Niet gekwalificeerd              | Niet gekwalificeerd              | Niet gekwalificeerd              | Niet gekwalificeerd              |
| 2005                             | Groepsfase                       | 3                                | 0                                | 2                                | 1                                | 3                                | 5                                | (kwal.)                          |
| 2007                             | Groepsfase                       | 3                                | 0                                | 1                                | 2                                | 2                                | 5                                | (kwal.)                          |
| 2009                             | Niet gekwalificeerd              | Niet gekwalificeerd              | Niet gekwalificeerd              | Niet gekwalificeerd              | Niet gekwalificeerd              | Niet gekwalificeerd              | Niet gekwalificeerd              | Niet gekwalificeerd              |
| 2011                             | Niet gekwalificeerd              | Niet gekwalificeerd              | Niet gekwalificeerd              | Niet gekwalificeerd              | Niet gekwalificeerd              | Niet gekwalificeerd              | Niet gekwalificeerd              | Niet gekwalificeerd              |
| 2013                             | Kwartfinale                      | 4                                | 1                                | 1                                | 2                                | 4                                | 5                                | (kwal.)                          |
| 2015                             | Kwartfinale                      | 4                                | 2                                | 2                                | 0                                | 10                               | 6                                | (kwal.)                          |
| 2017                             | Niet gekwalificeerd              | Niet gekwalificeerd              | Niet gekwalificeerd              | Niet gekwalificeerd              | Niet gekwalificeerd              | Niet gekwalificeerd              | Niet gekwalificeerd              | Niet gekwalificeerd              |
| 2019                             | Groepsfase                       | 3                                | 0                                | 1                                | 2                                | 1                                | 9                                | (kwal.)                          |
| 2021                             | Groepsfase                       | 3                                | 0                                | 2                                | 1                                | 1                                | 3                                | (kwal.)                          |
| 2023                             | Groepsfase                       | 3                                | 1                                | 0                                | 2                                | 4                                | 10                               | (kwal.)                          |
| 2025                             | Groepsfase                       | 3                                | 0                                | 2                                | 1                                | 2                                | 7                                | (kwal.)                          |

### CONCACAF Nations League
| 2019–20 | A | 4 | 0 | 2 | 2 | 3  | 9  | B |
| 2022–23 | B | 6 | 4 | 1 | 1 | 12 | 4  | B |
| 2023–24 | A | 6 | 4 | 0 | 2 | 12 | 13 | A |
| 2024–25 | A | 4 | 1 | 2 | 1 | 5  | 7  | A |

### Caribbean Cup
Trinidad en Tobago is een van de meest succesvolle landen die deelnemen aan de Caribbean Cup. Met 8 kampioenschappen (1989, 1992, 1994, 1995, 1996, 1997, 1999, 2001) en daarnaast bereikte het land nog vaker de finale. 
| Caribbean Cup overzicht | Caribbean Cup overzicht | Caribbean Cup overzicht | Caribbean Cup overzicht | Caribbean Cup overzicht | Caribbean Cup overzicht | Caribbean Cup overzicht | Caribbean Cup overzicht | Caribbean Cup overzicht |
| Jaar                    | Ronde                   | Wed.                    | W                       | G                       | V                       | DV                      | DT                      | Kwal                    |
| ----------------------- | ----------------------- | ----------------------- | ----------------------- | ----------------------- | ----------------------- | ----------------------- | ----------------------- | ----------------------- |
| 1989                    | Kampioen                | 3                       | 2                       | 0                       | 1                       | 5                       | 3                       | (Kwal.)                 |
| 1990                    | Afgelast                | 2                       | 1                       | 1                       | 0                       | 5                       | 0                       |                         |
| 1991                    | Tweede                  | 5                       | 3                       | 0                       | 2                       | 12                      | 5                       |                         |
| 1992                    | Kampioen                | 5                       | 5                       | 0                       | 0                       | 14                      | 2                       |                         |
| 1993                    | Derde                   | 5                       | 2                       | 1                       | 2                       | 10                      | 10                      |                         |
| 1994                    | Kampioen                | 5                       | 4                       | 1                       | 0                       | 17                      | 4                       |                         |
| 1995                    | Kampioen                | 5                       | 4                       | 0                       | 1                       | 21                      | 3                       |                         |
| 1996                    | Kampioen                | 5                       | 5                       | 0                       | 0                       | 13                      | 2                       |                         |
| 1997                    | Kampioen                | 4                       | 2                       | 0                       | 2                       | 9                       | 3                       |                         |
| 1998                    | Tweede                  | 5                       | 4                       | 0                       | 1                       | 18                      | 5                       |                         |
| 1999                    | Kampioen                | 5                       | 5                       | 0                       | 0                       | 19                      | 4                       |                         |
| 2001                    | Kampioen                | 5                       | 4                       | 0                       | 1                       | 13                      | 3                       |                         |
| 2005                    | Derde                   | 3                       | 1                       | 0                       | 2                       | 5                       | 6                       | (Kwal.)                 |
| 2007                    | Tweede                  | 5                       | 3                       | 1                       | 1                       | 13                      | 6                       |                         |
| 2008                    | Groepsfase              | 3                       | 1                       | 1                       | 1                       | 4                       | 4                       | (Kwal.)                 |
| 2010                    | Groepsfase              | 3                       | 1                       | 0                       | 2                       | 1                       | 3                       | (Kwal.)                 |
| 2012                    | Tweede                  | 5                       | 1                       | 2                       | 2                       | 3                       | 5                       | (Kwal.)                 |
| 2014                    | Tweede                  | 4                       | 2                       | 2                       | 0                       | 7                       | 4                       | (Kwal.)                 |
| 2017                    | Niet gekwalificeerd     | Niet gekwalificeerd     | Niet gekwalificeerd     | Niet gekwalificeerd     | Niet gekwalificeerd     | Niet gekwalificeerd     | Niet gekwalificeerd     | Niet gekwalificeerd     |

### Copa América Centenario
In 2016 was er een speciale editie van Copa América (Copa América Centenario) zal worden gehouden ter ere van het 100-jarig bestaan van de CONMEBOL.
| Copa América Centenario overzicht | Copa América Centenario overzicht | Copa América Centenario overzicht | Copa América Centenario overzicht | Copa América Centenario overzicht | Copa América Centenario overzicht | Copa América Centenario overzicht | Copa América Centenario overzicht | Copa América Centenario overzicht |
| Jaar                              | Ronde                             | Wed.                              | W                                 | G                                 | V                                 | DV                                | DT                                |                                   |
| --------------------------------- | --------------------------------- | --------------------------------- | --------------------------------- | --------------------------------- | --------------------------------- | --------------------------------- | --------------------------------- | --------------------------------- |
| 2016                              | Niet gekwalificeerd               | Niet gekwalificeerd               | Niet gekwalificeerd               | Niet gekwalificeerd               | Niet gekwalificeerd               | Niet gekwalificeerd               | Niet gekwalificeerd               |                                   |

## FIFA-wereldranglijst[1]
| 1993 | 1994 | 1995 | 1996 | 1997 | 1998 | 1999 | 2000 | 2001 | 2002 | 2003 | 2004 | 2005 | 2006 | 2007 | 2008 | 2009 | 2010 | 2011 | 2012 | 2013 | 2014 | 2015 | 2016 | 2017 | 2018 |
| ---- | ---- | ---- | ---- | ---- | ---- | ---- | ---- | ---- | ---- | ---- | ---- | ---- | ---- | ---- | ---- | ---- | ---- | ---- | ---- | ---- | ---- | ---- | ---- | ---- | ---- |
| 88   | 91   | 57   | 41   | 56   | 51   | 44   | 29   | 32   | 47   | 70   | 63   | 50   | 91   | 81   | 77   | 82   | 89   | 76   | 68   | 78   | 55   | 49   | 78   | 87   | 92   |

## Bondscoaches
Bijgewerkt tot en met de interland tegen  Haïti (3–4) op 8 januari 2017.
| Naam                   | Van  | Tot  | Duels | W  | G  | V  |
| ---------------------- | ---- | ---- | ----- | -- | -- | -- |
| Bertille St. Clair     | 1997 | 2000 | 40    | 19 | 5  | 16 |
| Ian Porterfield        | 2000 | 2001 | 33    | 19 | 6  | 8  |
| René Simões            | 2001 | 2002 | 10    | 2  | 2  | 6  |
| Clayton Morris         | 2002 | 2002 | 3     | 0  | 1  | 2  |
| Hannibal Najjar        | 2002 | 2003 | 6     | 3  | 0  | 3  |
| Zoran Vraneš           | 2003 | 2003 | 3     | 0  | 0  | 3  |
| Stuart Charles-Fevrier | 2003 | 2003 | 8     | 2  | 3  | 3  |
| Ron La Forest          | 2004 | 2004 | 3     | 2  | 1  | 0  |
| Bertille St. Clair     | 2004 | 2005 | 34    | 18 | 2  | 14 |
| Leo Beenhakker         | 2005 | 2006 | 22    | 8  | 5  | 9  |
| Wim Rijsbergen         | 2006 | 2007 | 18    | 6  | 4  | 8  |
| Anton Corneal          | 2008 | 2008 | 2     | 1  | 1  | 0  |
| Francisco Maturana     | 2008 | 2009 | 32    | 17 | 9  | 6  |
| Russell Latapy         | 2009 | 2011 | 23    | 9  | 3  | 11 |
| Otto Pfister           | 2011 | 2012 | 7     | 5  | 0  | 2  |
| Hutson Charles         | 2012 | 2013 | 20    | 7  | 2  | 11 |
| Stephen Hart           | 2013 | 2016 | 43    | 16 | 10 | 17 |
| Tom Saintfiet          | 2016 | 2017 | 4     | 1  | 0  | 3  |
| Dennis Lawrence        | 2017 | —    | 0     | 0  | 0  | 0  |

## Huidige selectie
De volgende spelers werden opgeroepen voor de WK-kwalificatiewedstrijden tegen  Saint Vincent en de Grenadines op 25 en 29 maart 2016.
Interlands en doelpunten bijgewerkt tot en met de WK-kwalificatiewedstrijd tegen  Saint Vincent en de Grenadines (6–0) op 29 maart 2016.
| №           | Naam               | Wed. | Dlpnt. | Club                     |
| ----------- | ------------------ | ---- | ------ | ------------------------ |
| Doel        |                    |      |        |                          |
|             | Marvin Phillip     | 55   | 0      | Morvant Caledonia United |
|             | Adrian Foncette    | 1    | 0      | Police FC                |
| Verdediging |                    |      |        |                          |
|             | Daneil Cyrus       | 53   | 0      | W Connection             |
|             | Aubrey David       | 27   | 1      | Deportivo Saprissa       |
|             | Sheldon Bateau     | 22   | 3      | Krylja Sovetov Samara    |
|             | Justin Hoyte       | 18   | 0      | Dagenham & Redbridge     |
|             | Yohance Marshall   | 13   | 1      | Murciélagos              |
|             | Mekeil Williams    | 12   | 1      | Colorado Rapids          |
| Middenveld  |                    |      |        |                          |
|             | Khaleem Hyland     | 60   | 4      | KVC Westerlo             |
|             | Joevin Jones       | 53   | 4      | Seattle Sounders         |
|             | Andre Boucaud      | 36   | 2      | Dagenham & Redbridge     |
|             | Hughtun Hector     | 35   | 7      | W Connection             |
|             | Kevin Molino       | 32   | 13     | Orlando City             |
|             | Neveal Hackshaw    | 6    | 0      | Charleston Battery       |
|             | Sean de Silva      | 5    | 0      | Central                  |
|             | Jomal Williams     | 3    | 0      | W Connection             |
|             | Levi Garcia        | 2    | 2      | AZ                       |
| Aanval      |                    |      |        |                          |
|             | Kenwyne Jones      | 81   | 22     | Al-Jazira                |
|             | Willis Plaza       | 21   | 5      | Alianza                  |
|             | Trevin Caesar      | 10   | 3      | Orange County Blues      |
|             | Shahdon Winchester | 8    | 1      | W Connection             |

## Statistieken
Bijgewerkt tot en met de kwartfinale op de CONCACAF Gold Cup tegen  Panama (1–1, 5–6 n.s.) op 19 juli 2015.
| Tegenstander                   | Wed. | W  | G  | V  | DV  | DT | LO    | Laatst |
| ------------------------------ | ---- | -- | -- | -- | --- | -- | ----- | ------ |
| Guyana                         | 66   | 41 | 14 | 11 | 123 | 50 | WLWDD | 2011   |
| Jamaica                        | 62   | 25 | 11 | 26 | 79  | 69 | DDWWL | 2014   |
| Suriname                       | 53   | 17 | 17 | 19 | 76  | 81 | WWWWW | 2012   |
| Barbados                       | 45   | 28 | 11 | 6  | 114 | 39 | WWWWD | 2011   |
| Haïti                          | 37   | 17 | 6  | 14 | 62  | 53 | WLWWL | 2013   |
| Martinique                     | 29   | 13 | 6  | 10 | 50  | 41 | DWWLL | 2012   |
| Costa Rica                     | 24   | 3  | 4  | 17 | 15  | 51 | LLLLD | 2009   |
| Cuba                           | 24   | 16 | 4  | 4  | 43  | 19 | WWLWW | 2015   |
| Verenigde Staten               | 21   | 2  | 3  | 16 | 10  | 33 | LLWLL | 2009   |
| Guatemala                      | 21   | 7  | 6  | 8  | 26  | 35 | WDDDW | 2015   |
| Grenada                        | 20   | 15 | 1  | 4  | 52  | 20 | LLWWW | 2010   |
| Nederlandse Antillen           | 20   | 9  | 5  | 6  | 35  | 27 | WDWDD | 2008   |
| Mexico                         | 19   | 3  | 4  | 12 | 18  | 45 | GLWLL | 2015   |
| Saint Vincent en de Grenadines | 17   | 9  | 4  | 4  | 39  | 18 | DWWLW | 2012   |
| Honduras                       | 16   | 3  | 6  | 7  | 17  | 24 | DLDLW | 2013   |
| Bermuda                        | 15   | 7  | 5  | 3  | 29  | 16 | LWWLW | 2011   |
| Panama                         | 17   | 7  | 5  | 5  | 24  | 14 | LLLW  | 2015   |
| Saint Kitts en Nevis           | 15   | 13 | 0  | 2  | 40  | 15 | WWWWW | 2012   |
| Antigua en Barbuda             | 15   | 12 | 1  | 2  | 45  | 14 | WWWWW | 2014   |
| Guadeloupe                     | 12   | 6  | 4  | 2  | 16  | 9  | DDWWD | 2008   |
| Canada                         | 11   | 2  | 2  | 7  | 12  | 16 | LWWLL | 2012   |
| El Salvador                    | 11   | 4  | 4  | 3  | 14  | 12 | DWWDD | 2013   |
| Dominicaanse Republiek         | 10   | 10 | 0  | 0  | 46  | 3  | WWWWW | 2014   |
| Finland                        | 6    | 2  | 1  | 3  | 9   | 9  | LLDWW | 2012   |
| Frans-Guyana                   | 6    | 5  | 0  | 1  | 18  | 9  | WWWWW | 2014   |
| Puerto Rico                    | 5    | 4  | 1  | 0  | 28  | 4  | DWWWW | 2008   |
| Saint Lucia                    | 6    | 3  | 1  | 2  | 12  | 4  | LWDLW | 2014   |
| Venezuela                      | 5    | 0  | 3  | 2  | 2   | 6  | DLDDL | 2003   |
| India                          | 4    | 3  | 0  | 1  | 10  | 2  | WWWL- | 2011   |
| Peru                           | 4    | 1  | 1  | 2  | 3   | 7  | DWLL- | 2013   |
| Saoedi-Arabië                  | 4    | 1  | 0  | 3  | 6   | 7  | LLLW- | 2013   |
| Kaaimaneilanden                | 3    | 3  | 0  | 0  | 19  | 2  | WWW-- | 2001   |
| Colombia                       | 3    | 1  | 0  | 2  | 4   | 8  | LWL-- | 2005   |
| Paraguay                       | 3    | 0  | 2  | 1  | 3   | 5  | LDD-- | 2006   |
| Aruba                          | 2    | 2  | 0  | 0  | 18  | 0  | WW--- | 1989   |
| Azerbeidzjan                   | 2    | 2  | 0  | 0  | 3   | 0  | WW--- | 2005   |
| Bahrein                        | 2    | 1  | 1  | 0  | 2   | 1  | WD--- | 2005   |
| Britse Maagdeneilanden         | 2    | 2  | 0  | 0  | 6   | 0  | WW--- | 2004   |
| Curaçao                        | 2    | 1  | 0  | 1  | 13  | 0  | WL--- | 2015   |
| Dominica                       | 2    | 2  | 0  | 0  | 13  | 0  | WW--- | 1998   |
| Engeland                       | 2    | 0  | 0  | 2  | 0   | 5  | LL--- | 2008   |
| Marokko                        | 2    | 0  | 0  | 2  | 0   | 3  | LL--- | 2003   |
| Zuid-Afrika                    | 2    | 1  | 0  | 1  | 3   | 2  | LW--- | 2003   |
| Zweden                         | 2    | 0  | 1  | 1  | 0   | 5  | DL--- | 2006   |
| Belize                         | 2    | 0  | 2  | 0  | 0   | 0  | DD--- | 2013   |
| Anguilla                       | 1    | 1  | 0  | 0  | 10  | 0  | W---- | 2012   |
| Argentinië                     | 1    | 0  | 0  | 1  | 0   | 3  | L---- | 2014   |
| Oostenrijk                     | 1    | 0  | 0  | 1  | 1   | 4  | L---- | 2006   |
| Botswana                       | 1    | 0  | 1  | 0  | 0   | 0  | D---- | 2003   |
| Chili                          | 1    | 0  | 0  | 1  | 0   | 2  | L---- | 2010   |
| China                          | 1    | 0  | 0  | 1  | 0   | 3  | L---- | 2001   |
| Tsjechië                       | 1    | 0  | 0  | 1  | 0   | 3  | L---- | 2006   |
| Egypte                         | 1    | 0  | 0  | 1  | 1   | 2  | L---- | 2004   |
| IJsland                        | 1    | 1  | 0  | 0  | 2   | 0  | W---- | 2006   |
| Irak                           | 1    | 1  | 0  | 0  | 2   | 0  | W---- | 2004   |
| Iran                           | 1    | 0  | 0  | 1  | 0   | 2  | L---- | 2014   |
| Ierland                        | 1    | 1  | 0  | 0  | 2   | 1  | W---- | 1982   |
| Japan                          | 1    | 0  | 0  | 1  | 0   | 2  | L---- | 2006   |
| Jordanië                       | 1    | 0  | 0  | 1  | 0   | 3  | L---- | 2015   |
| Kenia                          | 1    | 0  | 1  | 0  | 1   | 1  | D---- | 2003   |
| Koeweit                        | 1    | 0  | 1  | 0  | 1   | 1  | D---- | 2001   |
| Nicaragua                      | 1    | 1  | 0  | 0  | 3   | 1  | W---- | 1967   |
| Noord-Ierland                  | 1    | 0  | 0  | 1  | 0   | 3  | L---- | 2004   |
| Noorwegen                      | 1    | 1  | 0  | 0  | 3   | 2  | W---- | 1995   |
| Sovjet-Unie                    | 1    | 0  | 0  | 1  | 0   | 2  | L---- | 1990   |
| Schotland                      | 1    | 0  | 0  | 1  | 1   | 4  | L---- | 2004   |
| Slovenië                       | 1    | 0  | 0  | 1  | 1   | 3  | L---- | 2006   |
| Zuid-Korea                     | 1    | 0  | 1  | 0  | 1   | 1  | D---- | 2004   |
| Estland                        | 1    | 0  | 0  | 1  | 0   | 1  | L---- | 2013   |
| Roemenië                       | 1    | 0  | 0  | 1  | 0   | 4  | L---- | 2013   |
| Nieuw-Zeeland                  | 1    | 0  | 1  | 0  | 0   | 0  | D---- | 2013   |
| Verenigde Arabische Emiraten   | 1    | 0  | 0  | 1  | 3   | 4  | L---- | 2013   |
| Chinees Taipei                 | 1    | 0  | 0  | 1  | 0   | 1  | L---- | 2002   |
| Thailand                       | 1    | 0  | 0  | 1  | 2   | 3  | L---- | 2004   |
| Wales                          | 1    | 0  | 0  | 1  | 1   | 2  | L---- | 2006   |

## Selecties

### CONCACAF Gold Cup
| Selectie van Trinidad en Tobago bij de CONCACAF Gold Cup 2000 | Selectie van Trinidad en Tobago bij de CONCACAF Gold Cup 2000 | Selectie van Trinidad en Tobago bij de CONCACAF Gold Cup 2000 | Selectie van Trinidad en Tobago bij de CONCACAF Gold Cup 2000 | Selectie van Trinidad en Tobago bij de CONCACAF Gold Cup 2000 | Selectie van Trinidad en Tobago bij de CONCACAF Gold Cup 2000 | Selectie van Trinidad en Tobago bij de CONCACAF Gold Cup 2000 | Selectie van Trinidad en Tobago bij de CONCACAF Gold Cup 2000 | Selectie van Trinidad en Tobago bij de CONCACAF Gold Cup 2000 |
| №                                                             | Naam                                                          | Wed.                                                          | Dlpnt.                                                        | Club                                                          |                                                               |                                                               |                                                               |                                                               |
| ------------------------------------------------------------- | ------------------------------------------------------------- | ------------------------------------------------------------- | ------------------------------------------------------------- | ------------------------------------------------------------- | ------------------------------------------------------------- | ------------------------------------------------------------- | ------------------------------------------------------------- | ------------------------------------------------------------- |
| Doel                                                          |                                                               |                                                               |                                                               |                                                               |                                                               |                                                               |                                                               |                                                               |
| 21                                                            | Kelvin Jack                                                   |                                                               |                                                               | W Connection                                                  |                                                               |                                                               |                                                               |                                                               |
| 22                                                            | Ross Russell                                                  |                                                               |                                                               | Defence Force                                                 |                                                               |                                                               |                                                               |                                                               |
| Verdediging                                                   |                                                               |                                                               |                                                               |                                                               |                                                               |                                                               |                                                               |                                                               |
| 2                                                             | Derek King                                                    |                                                               |                                                               | W Connection                                                  |                                                               |                                                               |                                                               |                                                               |
| 4                                                             | Marvin Andrews                                                |                                                               |                                                               | Raith Rovers                                                  |                                                               |                                                               |                                                               |                                                               |
| 5                                                             | Ronnie Mauge                                                  |                                                               |                                                               | Bristol Rovers                                                |                                                               |                                                               |                                                               |                                                               |
| 6                                                             | Shurland David                                                |                                                               |                                                               | San Juan Jabloteh                                             |                                                               |                                                               |                                                               |                                                               |
| 16                                                            | Brent Rahim                                                   |                                                               |                                                               | University of Connecticut                                     |                                                               |                                                               |                                                               |                                                               |
| Middenveld                                                    |                                                               |                                                               |                                                               |                                                               |                                                               |                                                               |                                                               |                                                               |
| 7                                                             | Evans Wise                                                    |                                                               |                                                               | SSV Ulm 1846                                                  |                                                               |                                                               |                                                               |                                                               |
| 8                                                             | Angus Eve                                                     |                                                               |                                                               | Chester City                                                  |                                                               |                                                               |                                                               |                                                               |
| 12                                                            | David Nakhid                                                  |                                                               |                                                               | Emirates Club                                                 |                                                               |                                                               |                                                               |                                                               |
| 13                                                            | Ansil Elcock                                                  |                                                               |                                                               | Columbus Crew                                                 |                                                               |                                                               |                                                               |                                                               |
| 14                                                            | Mickey Trotman                                                |                                                               |                                                               | Joe Public                                                    |                                                               |                                                               |                                                               |                                                               |
| 15                                                            | Stokely Mason                                                 |                                                               |                                                               | Joe Public                                                    |                                                               |                                                               |                                                               |                                                               |
| 17                                                            | Anthony Rougier                                               |                                                               |                                                               | Port Vale                                                     |                                                               |                                                               |                                                               |                                                               |
| Aanval                                                        |                                                               |                                                               |                                                               |                                                               |                                                               |                                                               |                                                               |                                                               |
| 9                                                             | Arnold Dwarika                                                |                                                               |                                                               | Joe Public                                                    |                                                               |                                                               |                                                               |                                                               |
| 10                                                            | Russell Latapy                                                |                                                               |                                                               | Hibernian                                                     |                                                               |                                                               |                                                               |                                                               |
| 11                                                            | Jerren Nixon                                                  |                                                               |                                                               | Yverdon-Sport                                                 |                                                               |                                                               |                                                               |                                                               |
| 19                                                            | Dwight Yorke                                                  |                                                               |                                                               | Manchester United                                             |                                                               |                                                               |                                                               |                                                               |
| Bondscoach: Bertille St. Clair                                |                                                               |                                                               |                                                               |                                                               |                                                               |                                                               |                                                               |                                                               |

| Selectie van Trinidad en Tobago bij de CONCACAF Gold Cup 2015 | Selectie van Trinidad en Tobago bij de CONCACAF Gold Cup 2015 | Selectie van Trinidad en Tobago bij de CONCACAF Gold Cup 2015 | Selectie van Trinidad en Tobago bij de CONCACAF Gold Cup 2015 | Selectie van Trinidad en Tobago bij de CONCACAF Gold Cup 2015 | Selectie van Trinidad en Tobago bij de CONCACAF Gold Cup 2015 | Selectie van Trinidad en Tobago bij de CONCACAF Gold Cup 2015 | Selectie van Trinidad en Tobago bij de CONCACAF Gold Cup 2015 | Selectie van Trinidad en Tobago bij de CONCACAF Gold Cup 2015 |
| №                                                             | Naam                                                          | Wed.                                                          | Dlpnt.                                                        | Club                                                          |                                                               |                                                               |                                                               |                                                               |
| ------------------------------------------------------------- | ------------------------------------------------------------- | ------------------------------------------------------------- | ------------------------------------------------------------- | ------------------------------------------------------------- | ------------------------------------------------------------- | ------------------------------------------------------------- | ------------------------------------------------------------- | ------------------------------------------------------------- |
| Doel                                                          |                                                               |                                                               |                                                               |                                                               |                                                               |                                                               |                                                               |                                                               |
| 1                                                             | Marvin Phillip                                                | 50                                                            | 0                                                             | Point Fortin Civic                                            |                                                               |                                                               |                                                               |                                                               |
| 21                                                            | Jan-Michael Williams                                          | 68                                                            | 0                                                             | Central FC                                                    |                                                               |                                                               |                                                               |                                                               |
| 22                                                            | Adrian Foncette                                               | 0                                                             | 0                                                             | Police FC                                                     |                                                               |                                                               |                                                               |                                                               |
| Verdediging                                                   |                                                               |                                                               |                                                               |                                                               |                                                               |                                                               |                                                               |                                                               |
| 2                                                             | Aubrey David                                                  | 22                                                            | 1                                                             | FF Jaro                                                       |                                                               |                                                               |                                                               |                                                               |
| 4                                                             | Sheldon Bateau                                                | 16                                                            | 2                                                             | KV Mechelen                                                   |                                                               |                                                               |                                                               |                                                               |
| 5                                                             | Daneil Cyrus                                                  | 45                                                            | 0                                                             | Hà Nội T&T                                                    |                                                               |                                                               |                                                               |                                                               |
| 6                                                             | Radanfah Abu Bakr                                             | 22                                                            | 1                                                             | HB Køge                                                       |                                                               |                                                               |                                                               |                                                               |
| 15                                                            | Dwayne James                                                  | 3                                                             | 0                                                             | North East Stars                                              |                                                               |                                                               |                                                               |                                                               |
| 17                                                            | Mekeil Williams                                               | 6                                                             | 1                                                             | W Connection                                                  |                                                               |                                                               |                                                               |                                                               |
| 18                                                            | Yohance Marshall                                              | 10                                                            | 1                                                             | Juventud Independiente                                        |                                                               |                                                               |                                                               |                                                               |
| Middenveld                                                    |                                                               |                                                               |                                                               |                                                               |                                                               |                                                               |                                                               |                                                               |
| 3                                                             | Joevin Jones                                                  | 44                                                            | 1                                                             | Chicago Fire                                                  |                                                               |                                                               |                                                               |                                                               |
| 8                                                             | Khaleem Hyland                                                | 51                                                            | 3                                                             | KRC Genk                                                      |                                                               |                                                               |                                                               |                                                               |
| 11                                                            | Ataullah Guerra                                               | 40                                                            | 6                                                             | Central FC                                                    |                                                               |                                                               |                                                               |                                                               |
| 12                                                            | Kadeem Corbin                                                 | 1                                                             | 0                                                             | St. Ann's Rangers                                             |                                                               |                                                               |                                                               |                                                               |
| 13                                                            | Cordell Cato                                                  | 12                                                            | 1                                                             | San Jose Earthquakes                                          |                                                               |                                                               |                                                               |                                                               |
| 14                                                            | Andre Boucaud                                                 | 28                                                            | 2                                                             | Dagenham & Redbridge                                          |                                                               |                                                               |                                                               |                                                               |
| 19                                                            | Kevan George                                                  | 15                                                            | 0                                                             | Columbus Crew                                                 |                                                               |                                                               |                                                               |                                                               |
| 20                                                            | Keron Cummings                                                | 9                                                             | 2                                                             | North East Stars                                              |                                                               |                                                               |                                                               |                                                               |
| 23                                                            | Lester Peltier                                                | 34                                                            | 6                                                             | Slovan Bratislava                                             |                                                               |                                                               |                                                               |                                                               |
| Aanval                                                        |                                                               |                                                               |                                                               |                                                               |                                                               |                                                               |                                                               |                                                               |
| 7                                                             | Jonathan Glenn                                                | 2                                                             | 0                                                             | ÍB Vestmannaeyja                                              |                                                               |                                                               |                                                               |                                                               |
| 9                                                             | Kenwyne Jones                                                 | 76                                                            | 20                                                            | AFC Bournemouth                                               |                                                               |                                                               |                                                               |                                                               |
| 10                                                            | Willis Plaza                                                  | 17                                                            | 5                                                             | Central FC                                                    |                                                               |                                                               |                                                               |                                                               |
| 16                                                            | Rundell Winchester                                            | 4                                                             | 0                                                             | Portland Timbers                                              |                                                               |                                                               |                                                               |                                                               |
| Bondscoach: Stephen Hart                                      |                                                               |                                                               |                                                               |                                                               |                                                               |                                                               |                                                               |                                                               |

TTFF · A-internationals · Bondscoaches · Selecties · Statistieken · Olympisch elftal · Vrouwenelftal van Trinidad en Tobago · Trinidad U21 · Trinidad U19 · Trinidad U17
Gold Cup 1991 · 
Gold Cup 1993 · 
Gold Cup 1996 · 
Gold Cup 1998 · 
Gold Cup 2000 · 
Gold Cup 2002 · 
Gold Cup 2005 · 
Gold Cup 2007 · 
Gold Cup 2009 · 
Gold Cup 2011 · 
Gold Cup 2013
WK 2006
1934 · 
1935 · 
1936 · 
1937 · 
1938 · 
1939 · 
1940 · 
1941 · 
1942 · 
1943 · 
1944 · 
1945 · 
1946 · 
1947 · 
1948 · 
1949 · 
1950 · 
1951 · 
1952 · 
1953 · 
1954 · 
1955 · 
1956 · 
1957 · 
1958 · 
1959 · 
1960 · 
1961 · 
1962 · 
1963 · 
1964 · 
1965 · 
1966 · 
1967 · 
1968 · 
1969 · 
1970 · 
1971 · 
1972 · 
1973 · 
1974 · 
1975 · 
1976 · 
1977 · 
1978 · 
1979 · 
1980 · 
1981 · 
1982 · 
1983 · 
1984 · 
1985 · 
1986 · 
1987 · 
1988 · 
1989 · 
1990 · 
1991 · 
1992 · 
1993 · 
1994 · 
1995 · 
1996 · 
1997 · 
1998 · 
1999 · 
2000 · 
2001 · 
2002 · 
2003 · 
2004 · 
2005 · 
2006 · 
2007 · 
2008 · 
2009 · 
2010 · 
2011 · 
2012 · 
2013 · 
2014 ·
2015 ·
2016 ·
2017 ·
2018 ·
2019 ·
2020 ·
2021 ·
2022 ·
2023 ·
2024 ·
2025
Anguilla · 
Antigua en Barbuda ·
Argentinië ·
Azerbeidzjan · 
Bahama's ·
Bahrein · 
Barbados · 
Belize · 
Bermuda · 
Bolivia ·
Botswana · 
Britse Maagdeneilanden · 
Canada · 
Chili · 
China · 
Colombia · 
Costa Rica · 
Cuba · 
Curaçao · 
Dominicaanse Republiek ·
Ecuador ·
Egypte ·
El Salvador ·
Engeland ·
Estland ·
Finland ·
Ghana ·
Grenada ·
Guatemala ·
Guyana ·
Haïti ·
Honduras ·
Ierland ·
IJsland ·
India ·
Irak ·
Iran ·
Jamaica ·
Japan ·
Jordanië ·
Kaaimaneilanden · 
Kenia · 
Koeweit ·
Marokko ·
Mexico ·
Montserrat ·
Nederlandse Antillen ·
Nicaragua ·
Nieuw-Zeeland ·
Noord-Ierland ·
Noorwegen · 
Oostenrijk · 
Panama ·
Paraguay ·
Peru ·
Puerto Rico ·
Roemenië ·
Saint Kitts en Nevis ·
Saint Lucia ·
Saint Vincent en de Grenadines ·
Saoedi-Arabië · 
Schotland ·
Slovenië ·
Suriname ·
Tadzjikistan ·
Taiwan ·
Thailand ·
Tsjechië · 
Uruguay · 
Venezuela · 
Verenigde Arabische Emiraten ·
Verenigde Staten ·
Wales · 
Zuid-Afrika ·
Zuid-Korea ·
Zweden
Engeland (2006) · 
Paraguay (2006) · 
Zweden (2006)